# Mazuca hebraica
Mazuca hebraica är en fjärilsart som beskrevs av Aurivillius 1891. Mazuca hebraica ingår i släktet Mazuca och familjen nattflyn. Inga underarter finns listade i Catalogue of Life.